# Изюмский, Андрей Владимирович
Андрей Владимирович Изюмский (8 апреля 1959, Черновцы — 19 апреля 2011, Санкт-Петербург) — русский поэт, композитор, музыкант и певец.

## Биография
Родился 8 апреля 1959 в городе Черновцы. Отец Изюмский Владимир Викторович — военный лётчик, мать Изюмская Людмила Николаевна — архитектор. С 1959 по 2011 год проживал в городе Ленинграде, Санкт-Петербурге. По окончании средней школы поступил в Ленинградский институт театра, музыки и кинематографии на курс Карогодского Зиновия Яковлевича.
Стихи начал писать с 1976 года. В 1976—1977 посещал литературный кружок под руководством поэта Вячеслава Кузнецова при библиотеке академии им. А. Ф. Можайского. В 1982—1983 годах входил в возглавляемую поэтессой Кари Унксовой литературно-эзотерическую группу НЛО (Наша личная ответственность). Печатался в самиздатовских журналах «НЛО», «Часы», «Обводный канал», «Митин журнал».
Впервые официально опубликовался в газете «Батецский край» 25 мая 1994 года.
C 1989 году вступил в гражданский брак с Богуславской Светланой Анатольевной (1968 г.р.). У них родились сын Имануэль (1991 г.р.) и дочь Гита (1994 г.р.).
С 1990 по 1997 находился в Израиле, где написал цикл стихов «Книга числ».
По возвращении в Россию занимался актуализацией стихов Омара Хайяма.
В 2003 году в литературной энциклопедии «Самиздат Ленинграда. 1950-е — 1980-е» опубликована статья «Изюмский Андрей Владимирович».
Скоропостижно скончался 19 апреля 2011 в городе Санкт-Петербург.
В 2012 году издательство Zchal-Lung выпустило в свет собрание сочинений Андрея Изюмского «Ступени Храма». В музее Анны Ахматовой 19 апреля 2013 года состоялась презентация книги Андрея Изюмского «Ступени Храма», а также вечер его памяти. В 2016 году издательство «ДЕАН» выпустило в свет вторую книгу Андрея Изюмского «Роза на ветру».
Им сочинены и исполнены 30 песен на собственные стихи и стихи поэтессы Кари Унксовой.

## Творчество

#### Стихи, статьи, проза
- Quo vadis? («Труды и дни монахини…» Елены Шварц), Часы. № 57 (1985)
- «Прекрасный новый мир» Кари Унксова, Обводный канал. № 10 (1986)
- Рок-культура и куртуазный идеал рыцарства, Митин журнал. № 7 (1986)
- Песни живого Гаутамы (Стихи), Митин журнал. № 8 (1986)
- Возрождение наук о вере, или Семь зерен риса (Поэма), Митин журнал. № 26 (1989)
- «Град небесного свечения…», Батецкий край.№ 41-42 (8769-70), 25 мая 1994
- Ступени Храма (собрание сочинений), Издательство Zchal-Lung, Санкт-Петербург (2012)
- Роза на ветру. Избранные стихи. Издательство "ДЕАН", Санкт-Петербург. 2016.

#### Песни
- Жара в Петербурге, сл. К. Унксовой
- Ворон, сл. К. Унксовой
- Зоэрро, сл. К. Унксовой
- Падающие башни, сл. А. Изюмского
- Гобой, сл. К. Унксовой
- Уродливая роза, сл. К. Унксовой
- Они двигают камни, сл. А. Изюмского
- Милиционер, сл. К. Унксовой
- Ветка персика, сл. А. Изюмского
- Беглец, сл. А. Изюмского
- Славянская застольная, сл. А. Изюмского
- Мадригал часовне, сл. А. Изюмского
- Баллада о королевских стрелках, сл. А. Изюмского
- Песня одинокого странника, сл. А. Изюмского
- Мой Бог без грусти и заботы , сл. А. Изюмского
- Я не хочу к центру земли, сл. А. Изюмского
- Письма Томаса Манна, сл. К. Унксовой
- Кобылицы мои не спесивы, сл. К. Унксовой
- Кланяйся, кляняйся мимо, сл. К. Унксовой
- Кири-куку, сл. К. Унксовой
- Море, сл. К. Унксовой
- Славная песня сирены, сл. К. Унксовой
- Прощаешся и волчий твой досуг, сл. К. Унксовой
- Ловите миг, стремите бег, сл. К. Унксовой
- Как-то в медвяном лесу густом, сл. А. Изюмского
- Белый индюк, сл. А. Изюмского
- Ну цифра минус, сл. К. Унксовой
- Прославление Соболева, сл. А. Изюмского
- Одинокий волк, сл. А. Изюмского
- Мы раскроем окно…, сл. А. Изюмского